# 克鲁塞耶
克鲁塞耶（法語：Crouseilles，法語發音：[kʁuzɛj]）是法国大西洋比利牛斯省的一个市镇，位于该省东北部，属于波城区。

## 地理
克鲁塞耶（43°31'29"N, 0°5'21"W）面积7.9 平方千米，位于法国新阿基坦大区大西洋比利牛斯省，该省份为法国东南部省份，涵盖了贝阿恩与北巴斯克，西临大西洋比斯開灣，北至朗德省，东北接热尔省，东临上比利牛斯省，南与西班牙接壤。
与克鲁塞耶接壤的市镇（或旧市镇、城区）包括：马迪朗、阿罗塞斯、欧里永-伊代尔讷、贝特拉克、拉塞尔、塞梅阿克-布拉雄。

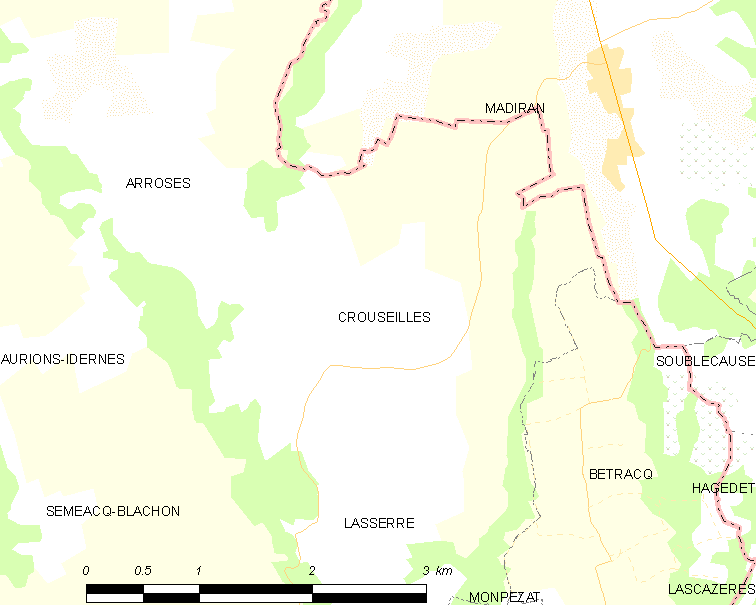
克鲁塞耶的OSM定位图

克鲁塞耶的时区为UTC+01:00、UTC+02:00（夏令时）。

## 行政
克鲁塞耶的邮政编码为64350，INSEE市镇编码为64196。

## 政治
克鲁塞耶所属的省级选区为吕伊河土地和维克比伊山坡县。

## 人口

1962-2008年间克鲁塞耶人口变化图示

克鲁塞耶于2022年1月1日时的人口数量为119人。